# 1718
1718. је била проста година.

## Догађаји

### Јул
- 21. јул — Закључен је Пожаревачки мир којим су окончани Аустријско-турски рат и Турско-млетачки рат.

### Новембар
- 22. новембар — Пират Црнобради је убијен у борби након што су се код обале Северне Каролине на његов брод укрцали британски морнари.

## Рођења

### Јул
- 15. јул — Александер Рослин, шведски сликар. (†1793).

## Смрти

### Јануар
- 7. мај — Марија Моденска, енглеска краљица